# توگایوو (شهرستان گافوریسکی، باشقیرستان)
توگایوو (انگلیسی: Tugayevo, Gafuriysky District, Republic of Bashkortostan) یک شهرک در شهرستان گافوریسکی استان باشقیرستان کشور روسیه است.